# 1980 في ليبيريا
فيما يلي قوائم الأحداث التي وقعت خلال عام 1980 في ليبيريا.

## سياسة

### تعيين في المنصب
- 12 أبريل – صمويل دو رئيس ليبيريا.

### انتهاء فترة المنصب
- 12 أبريل – ويليام تولبرت رئيس ليبيريا.

## مواليد

### مايو
- 22 مايو – إدي واتسون ممثل غاني.

### يوليو
- 26 يوليو – فرنسيس كار لاعب كرة قدم ليبيري.

### أغسطس
- 31 أغسطس – اريك رايت لاعب كرة قدم ليبيري.

## وفيات

### أبريل
- 12 أبريل – ويليام تولبرت (مواليد 1913) سياسي ليبيري.